# بخش آکوبامبا، سیئواس
منطقه اکوبامبا، سیهواس (به اسپانیایی: Acobamba District, Sihuas) یک سکونتگاه مسکونی در پرو است که در ناحیه انکاش واقع شده‌است.

## خصوصیات
منطقه اکوبامبا ۱۵۳٫۰۴ کیلومترمربع مساحت و ۱٬۷۷۳ نفر جمعیت دارد و ۳٬۱۴۰ متر بالاتر از سطح دریا واقع شده‌است.